# 虎跳门
虎跳门为珠江三角洲八大入海口门之一，位于广东省江门市新会区沙堆镇梅阁村委会红关村和珠海市斗门区乾务镇马山村之间，是西江干流入海水道分支中的虎跳门水道的出海口门。虎跳门西侧紧邻崖门，位于黄茅海湾顶部。多年平均径流量为202亿立方米，约占珠江入海总径流量的6.2%。舊日歸屬廣州府香山縣與新會縣共治。明代初期外國船隻會聚於虎跳門外浪白洋，崇禎十年（1637年），英國人曾經駕駛四條船經虎跳門逼近廣州。